# Ваулино (Псковський район)
Ваулино (рос. Ваулино) — присілок в Псковському районі Псковської області Російської Федерації.
Населення становить 650 осіб. Входить до складу муніципального утворення Писковицька волость.

## Історія
Від 2015 року входить до складу муніципального утворення Писковицька волость.

## Населення
| 2001 | 2002 | 2010 | 2012 |
| ---- | ---- | ---- | ---- |
| 660  | ↘613 | ↗660 | ↘650 |